# Oenothera featherstonei
Oenothera featherstonei är en dunörtsväxtart som beskrevs av Philip Alexander Munz och I. M. Johnston. Oenothera featherstonei ingår i släktet nattljussläktet, och familjen dunörtsväxter. Inga underarter finns listade i Catalogue of Life.